# Marcel Coard
Marcel Coard, né le 30 juin 1889 à Paris et mort le 20 octobre 1974 à Saint-Cloud est l'un des grands décorateurs et designers des années 1930. Il s'est distingué par sa finesse et la richesse de ses matériaux (galuchat, parchemin, nacre, miroir…).

## Ouvrages
- Amélie Marcilhac, Marcel Coard, Paris, Éditions de l'Amateur, 12 septembre 2012, 245 p. (ISBN 978-2-85917-517-7)